# Franz Hiernle

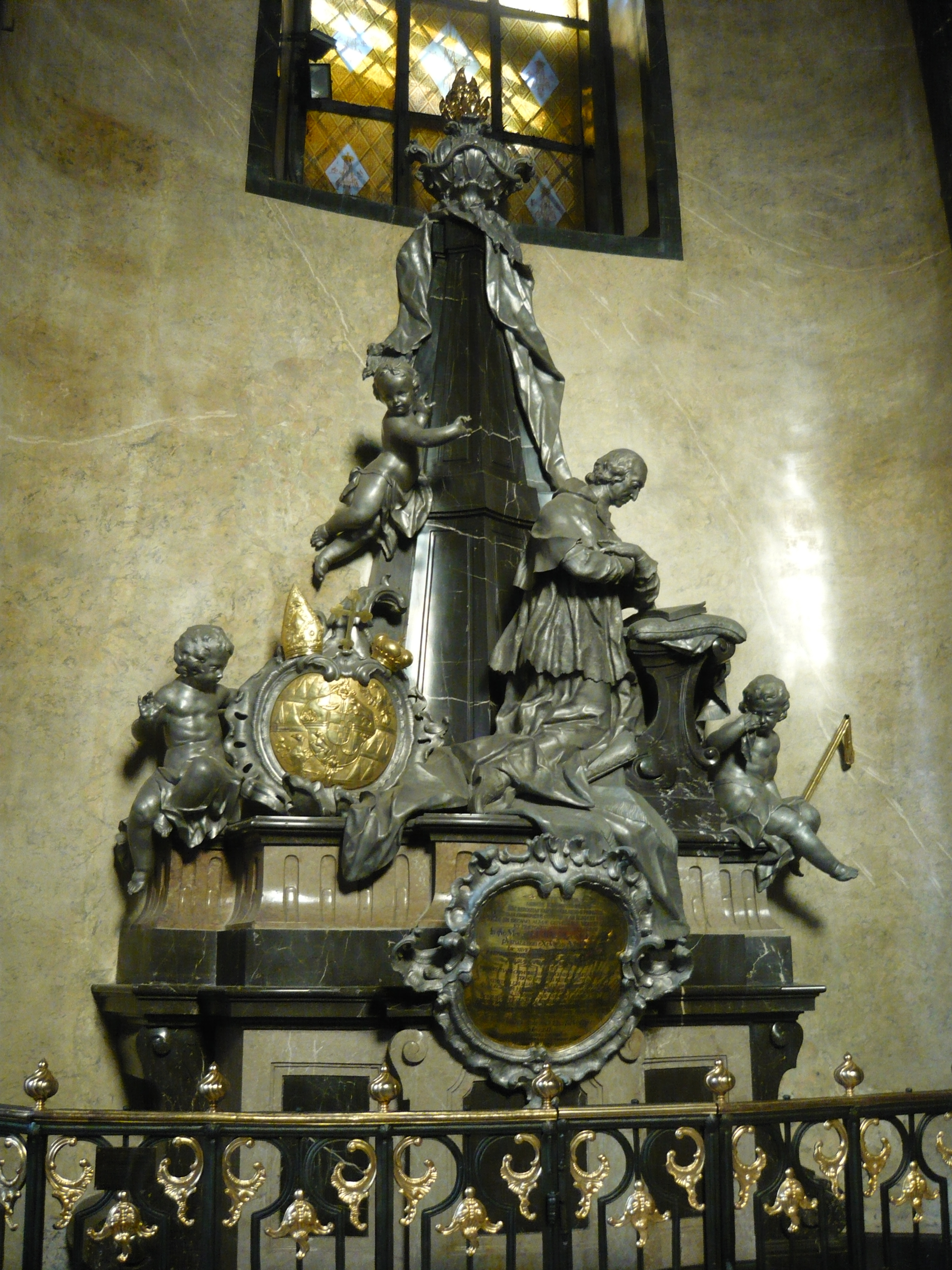
Franz Hiernle – Grabmonument des Olmützer Fürstbischofs Leopold Friedrich von Egkh und Hungersbach

Franz  Hiernle (auch: Franz Andreas Hiernle, tschechisch František Ondřej Hirnle; * 1726 in Prag; † 25. Mai 1773 in Kremsier) war ein böhmischer Bildhauer und Bildschnitzer des Barock.

## Leben
Franz Hiernle war der Sohn des Prager Bildhauers Karl Joseph Hiernle. Nach einer Lehre bei seinem Vater besuchte er die Wiener Akademie.
Von 1752 bis 1760 führte er in Kremsier nach einem Brand des Erzbischöflichen Schlosses die Bildhauer- und Stuckarbeiten für den Lehensaal und die Bibliothek aus. Um 1770 schuf er das Empire-Dekor für den großen Saal. Für den erzbischöflichen Residenzgarten lieferte er zwei Plastiken. Ein herausragendes Werk schuf er 1764 mit dem Grabmonument des Olmützer Fürstbischof Leopold Friedrich von Egkh und Hungersbach für die Kremsier St.-Mauritius-Kirche. Es wurde technisch vollendet in Bronze gegossen und stellt den auf einem Betschemel knienden Bischof vor einer Pyramide dar.

## Weitere Werke
- Fulnek
  - Pfarrkirche Hl. Dreifaltigkeit: Hochaltar
  - Jesuitenkirche: Bildhauerarbeiten (1768)
- Ungarisch Brod: Renovierungsarbeiten